# Nýrsko
Nýrsko (niem. Neuern) − miasto w Czechach, w kraju pilzneńskim.
Według danych z 31 grudnia 2003 powierzchnia miasta wynosiła 3 153 ha, a liczba jego mieszkańców 5 070 osób.
W mieście jest stacja kolejowa Nýrsko.

## Demografia
| Rok             | 1970  | 1980  | 1991  | 2001  | 2003  | 2015  |
| --------------- | ----- | ----- | ----- | ----- | ----- | ----- |
| Liczba ludności | 4 494 | 4 864 | 4 989 | 5 109 | 5 070 | 4 957 |

Źródło: Czeski Urząd Statystyczny